# تروفيو كالفيا 2022
تروفيو كالفيا 2022 (بالإسبانية: Trofeo Calvià 2022)‏ هو سباق دراجات هوائية من فئة سباق يوم واحد، وهو الموسم رقم 23 من تروفيو كالفيا، وأقيم في 26 يناير 2022، وامتدّ لمسافة 154.7 كيلومتر، وهو أحد سباقات طواف أوروبا للدراجات 2022، وشارك فيه 170 متسابقاً ووصل إلى نهايته 139 متسابقاً.
فاز بالمركز الأول براندون ماكنولتي، وبالمركز الثاني جويل سوتير، وبالمركز الثالث فينتشنزو ألبانيز.

## الفرق
| فرق عالمية (10)- Movistar Team - UAE Team Emirates - Bora-Hansgrohe - AG2R Citroën Team - Israel-Premier Tech - Lotto-Soudal - BikeExchange-Jayco - Cofidis - Intermarché-Wanty-Gobert Matériaux - Trek-Segafredo فرق برو (9)- كاجا رورال-سيغوروس 2022 ‏ - أوسكالتيل أوسكادي 2022 ‏ - فريق إيولو كوميت لركوب الدراجات 2022 ‏ - كيرن فارما 2022 ‏ - Bardiani-CSF-Faizanè - Arkéa-Samsic - برجس بي إتش 2022 ‏ - سبورت فلاندرين بالويس 2022 ‏ - درون هوبر-أندروني جوكاتولي 2022 ‏ فرق قارية (6)- بيت سايكلنج 2022 ‏ - Minerva Cycling Team ‏ - جافا كيوي أتلانتيكو 2022 ‏ - إلكترو هايبر يوروبا-كالداس 2022 ‏ - Manuela Fundación ‏ - Sam–Vitalcare–Dynatek ‏ |  |
| |  |

## التصنيف العام النهائي
| التصنيف العام         | التصنيف العام      | التصنيف العام    | التصنيف العام                      | التصنيف العام |
| العداء                | العداء             | البلد            | الفريق                             | الوقت         |
| --------------------- | ------------------ | ---------------- | ---------------------------------- | ------------- |
| 1                     | براندون ماكنولتي   | الولايات المتحدة | فريق الإمارات                      | 3 س 57 د 37 ث |
| 2                     | جويل سوتير         | سويسرا           | فريق الإمارات                      | + 1 د 17 ث    |
| 3                     | فينتشنزو ألبانيز   | إيطاليا          | Eolo-Kometa                        | + 1 د 17 ث    |
| 4                     | تيم فيلانز         | بلجيكا           | لوتو سودال                         | + 1 د 17 ث    |
| 5                     | سيمون كلارك        | أستراليا         | Israel-Premier Tech                | + 1 د 17 ث    |
| 6                     | أليخاندرو بالبيردي | إسبانيا          | موفيستار                           | + 1 د 17 ث    |
| 7                     | Kobe Goossens ‏     | بلجيكا           | Intermarché-Wanty-Gobert Matériaux | + 1 د 17 ث    |
| 8                     | Łukasz Owsian ‏     | بولندا           | اركيا سامسيك                       | + 1 د 17 ث    |
| 9                     | إيمانويل بوخمان    | ألمانيا          | بورا هانسغروه                      | + 1 د 17 ث    |
| 10                    | Ben Zwiehoff ‏      | ألمانيا          | بورا هانسغروه                      | + 2 د 54 ث    |
| مصدر: ProCyclingStats |                    |                  |                                    |               |

## وصلات خارجية
- لمحة عن سباق تروفيو كالفيا 2022 على موقع  ProCyclingStats   (برو  سايكلنج  ستاتس) - إحصاءات  محترفي  الدراجات.
- تروفيو كالفيا 2022 على موقع إحصائيات الدراجات الإحترافية (الإنجليزية)